# Церуа
Церуа («прокажённая» ; др.-евр. צרועה‬ ; в Септ. др.-греч. Σαρουά ) — ветхозаветный персонаж; мать Иеровоама (евр. Иеробеам), из Соломонова раба превратившегося в израильского царя — первого царя Эфраимского царства (Северное Израильское царство) (3Цар. 11:26).
Была родом из эфраимитского города Цареды (евр. Цереда) и замужем за соплеменником Наватом (евр. Небат).
Краткая история её сына Иеровоама: сын Навата-ефремлянина из Цареды, раб Соломона, поднявший руку на царя и ставший впоследствии царём израильским; царствовал 22 года в X веке до н. э.